# Dasani
Dasani è un marchio di bottiglia d'acqua di proprietà della Coca-Cola Company lanciato nel 1999, dopo il successo di Aquafina, acqua prodotta dalla PepsiCo.
Il nome Dasani nacque da un'originale idea: fu scelto in base a test sui consumatori, che mostrarono come tale nome fosse ritenuto rilassante e simbolo di purezza e rifornimento.
Il marchio Dasani ebbe molta pubblicità anche grazie alle apparizioni in film come SDF Street Dance Fighters e in serie tv come West Wing - Tutti gli uomini del Presidente.
Nel 2010, nel tentativo di contrastare il calo delle vendite, la Coca-Cola Company ha annunciato che l'acqua Dasani sarebbe stata distribuita in una nuova confezione realizzata con il 30% di materiali vegetali.